# Терраньоло
Терраньоло (итал. Terragnolo) — коммуна в Италии, располагается в провинции Тренто области Трентино-Альто-Адидже.
Население составляет 755 человек (2011 г.), плотность населения составляет 20 чел./км². Занимает площадь 39 км². 
Почтовый индекс — 38060. Телефонный код — 0464.
Покровителями коммуны почитаются святые апостолы Пётр и Павел, день памяти ежегодно отмечается 29 июня.

## Демография
Динамика населения:

## Города-побратимы
- Бенту-Гонсалвис, Бразилия (2007)

## Администрация коммуны
- Официальный сайт: http://www.comune.terragnolo.tn.it/